# Desertoniscus tuberculatus
Desertoniscus tuberculatus là một loài chân đều trong họ Trachelipodidae. Loài này được Borutzkii miêu tả khoa học năm 1945.